# Eyprepocnemis roseus
Eyprepocnemis roseus is een rechtvleugelig insect uit de familie veldsprinkhanen (Acrididae). De wetenschappelijke naam van deze soort is voor het eerst geldig gepubliceerd in 1942 door Boris Petrovich Uvarov.